# Giovanni Meloni Baille
Giovanni Meloni Baille (fl. XIX secolo) è stato un medico e politico italiano.

## Biografia
Conseguì la laurea in medicina e chirurgia nel novembre 1821 all'Università di Cagliari, ateneo nel quale divenne titolare della prima cattedra di storia naturale nel marzo 1836. Diresse il Regio museo di scienze naturali e dell'antichità dal 1836 al 1840.
Dal 1860 al 1862 fu sindaco di Cagliari e venne eletto deputato in Parlamento per l'VIII legislatura, la prima del Regno d'Italia.
Il 5 dicembre 1862 ricevette l'incarico di professore ordinario di zoologia e anatomia comparata, mantenendo la cattedra fino all'ottobre 1873, quando fu collocato a riposo.